# Le Monde de M. Descartes ou Le Traité de la Lumière

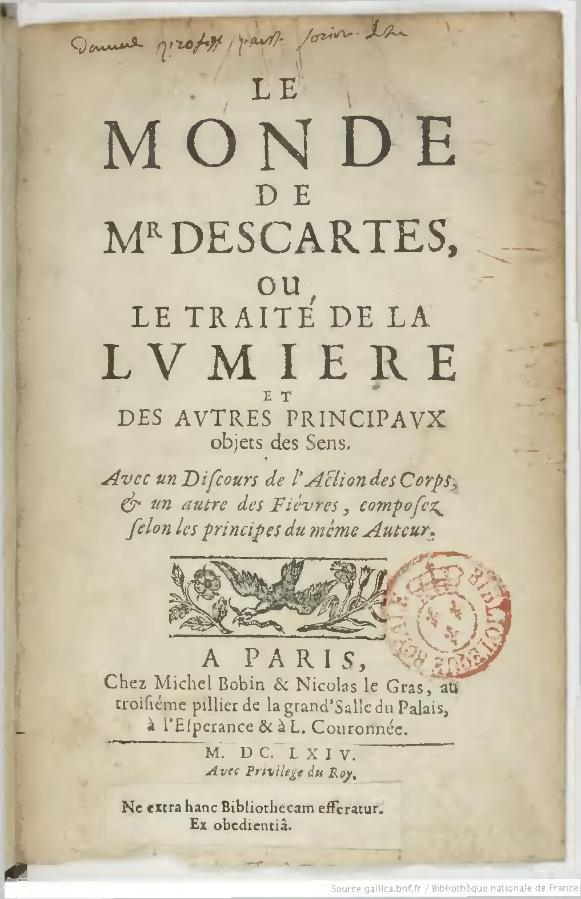
Le Monde, Ausgabe 1664

Das Werk Le Monde de M. Descartes ou Le Traité de la Lumière (deutsch = Die Welt oder Abhandlung über das Licht), kurz Traité de la monde, ist eine naturphilosophische Abhandlung von René Descartes, die er zwischen 1632 und 1633 geschrieben hat. Das Werk blieb unvollendet und erschien erst postum 1664.
Die Abhandlung über die Welt besteht aus zwei Teilen, dem Traité de la Lumière (= Abhandlung über das Licht), in dem es um eine Theorie des Lichtes geht, und dem Discours du mouvement local (≈ Abhandlung über die Bewegung), in dem Descartes Fragen der Physiologie des Menschen abhandelt. Neben der Beschreibung der menschlichen Anatomie und einer Theorie des Blutkreislaufs geht es hier außerdem um grundsätzliche erkenntnistheoretische Fragen.

## Allgemeines
Descartes schrieb dieses Werk, das Fragment geblieben ist, während seines Aufenthalts in den Niederlanden (1629–1649). Er wollte durch seine Studien während der Jahre 1629 bis 1637 die Naturwissenschaft von ganz neuen Prinzipien her erklären. Aus diesen Studien sind neben verschiedenen mathematischen Schriften auch die Dioptrique, die Géométrie und die Météores hervorgegangen, die dem Discours de la méthode als Anhangsteile angefügt sind. „Da Descartes seinen Untersuchungen das Weltbild Galileos zu Grunde legte, und die mittelalterlich-scholastische Physik mit ihrem Formbegriff und der alten, aristotelischen Akt-Potenz-Lehre ausdrücklich verwarf, musste er Anfeindungen durch die Kirche und die Inquisition befürchten. Deshalb versetzte er seine in ,Le Monde‘ spielende Welt in eine fiktive Welt der Zukunft“, so dass er sich immer auf reine Fiktionalität seiner Hypothesen hätte berufen können.

## Inhalt
Descartes legt seiner Welterklärung das Prinzip des mathematisch-homogenen Raumes zu Grunde. Räumliches Ausgedehntsein sei das Grundcharakteristikum der Materie, wie auch der Raum notwendig stets mit Materie gefüllt gedacht werden müsse. Deshalb führt Descartes auch neben der wahrnehmbaren Materie eine „Primäre Materie“ ein. Dass das Universum weitestgehend ein Vakuum sein könnte, konnte sich Descartes so noch nicht vorstellen. Fundamental für die Dinge im Raum ist für Descartes aber der Begriff der Bewegung, den Aristoteles nicht konkret genug gefasst habe. So betrachtet er die Bewegung nach den Gesetzen der Trägheit, der Geradlinigkeit und der Erhaltung der Energie. Hier finden wir mit die frühesten relativ konkreten Formulierungen sowohl des Trägheitsgesetzes als auch des Energieerhaltungssatzes.

### Wirbeltheorie
Aus diesen Voraussetzungen entwickelt Descartes seine Wirbeltheorie: „Die Primärmaterie kreist in einem ungeheuren Wirbel um die Sonne, in ihm ‚schwimmen‘ praktisch die übrigen Himmelskörper“, wobei sich um jeden Himmelskörper wiederum ein kleinerer Wirbel bildet. Diese Wirbel bewegen sich außen langsamer und innen schneller. Die Wirbeltheorie geriet nicht zuletzt durch die scharfe Intervention von Newton wieder in Vergessenheit. „Daran konnte auch die spätere Neuauflage der Idee bei Kant und Laplace nichts mehr ändern“.

Tractatus de formatione foetus, Amsterdam, 1672

### Discours du mouvement local
Im sog. Kapitel 18 (= Discours du mouvement local/Der Mensch) erörtert Descartes die biologischen Lebensvorgänge im menschlichen Körper. Es geht um den Körper als Maschine, wie die Maschine sich bewegt, innere und äußere Sinne sowie die Struktur und Arbeitsweise des Gehirns. Er deutet den menschlichen Körper als Maschine, in der alle Lebensvorgänge rein mechanisch aufeinander abgestimmt und erklärbar sind. Offensichtlich wendet Descartes bei dieser Reduktion des menschlichen Körpers auf eine bloße Maschine dieselben Prinzipien an, wie bei seiner Welterklärung. „Hatte er zuvor die Schranken zwischen Physik und Mathematik beseitigt, so reißt er sie in diesem Kapitel auch zwischen der Physik und der Biologie nieder“.
Das Kapitel 18 wird gelegentlich als selbständiger Text unter dem Titel Traité de l’homme ou du foetus oder Tractatus de formatione foetus publiziert.

## Veröffentlichung
Descartes hat das Werk weder abgeschlossen noch publiziert. Ursache war vor allem der Inquisitionsprozess gegen Galileo Galilei (1633) und dessen Verurteilung. Descartes schrieb an Marin Mersenne:
Dieses Ereignis „hat mich so sehr erschüttert, dass ich fast entschlossen bin, alle meine Aufzeichnungen zu verbrennen oder sie wenigstens keinen Menschen sehen zu lassen.
Ich gestehe, wenn sie [die Bewegung der Erde] falsch ist, sind auch alle Fundamente meiner Philosophie falsch.“
Das Werk erschien schließlich 1664 postum. Es gilt als eines der zentralen Texte innerhalb der kartesianischen Naturwissenschaft.

## Ausgaben
- Le monde de M. Descartes, ou Le traité de la lumière et des autres principaux des sens. Éd. 1664. Paris: Hache 2012. ISBN 978-2-01256988-1
- Œuvres de Descartes. Publiees par Charles Adam & Paul Tannery. Sous les Auspices de Ministere de L Instruction Publique. Französisch und Lateinisch. Paris & Londres, Cerf & Clarendon Press, 1897–1926.

Die maßgebliche Ausgabe der Werke von Descartes in 12 Bänden + Registerband = 13 Bände.
Bd. 11: Le monde. Description du Corps Humain. Passions de L’Ame. Anatomica. Varia.
deutsche Übersetzungen
- Le Monde ou Traité de la Lumière. Die Welt oder Abhandlung über das Licht. Übers. u. mit einem Nachwort versehen von G. Matthias Tripp. Berlin: Akademie-Verl. 1989.
- Die Welt: Abhandlung über das Licht. Der Mensch. Le Monde (Traité de la Lumière; Traité de l’Homme). Französisch-deutsch. Übers. Christian Wohlers. Stuttgart: Meiner 2015. (Philosophische Bibliothek. 682.) ISBN 978-3-7873-2809-3.